# Frank Costello
 (décembre 2020).
Si vous disposez d'ouvrages ou d'articles de référence ou si vous connaissez des sites web de qualité traitant du thème abordé ici, merci de compléter l'article en donnant les références utiles à sa vérifiabilité et en les liant à la section « Notes et références ».
Pour les articles homonymes, voir Costello.
Frank Costello, né Francesco Castiglia à Lauropoli, dans la province de Cosenza (26 janvier 1891 – 18 février 1973), est un mafieux italo-américain de New York qui s'est élevé au plus haut de la hiérarchie de la Cosa nostra aux États-Unis, capo di tutti capi. Il fut le parrain de la Famille Luciano. Il fut surnommé le « premier ministre du crime » en raison de sa volonté de préserver la paix face à la guerre et également du fait de ses relations politiques. Il est réputé comme l'un des mafieux les plus influents de l'histoire de la Mafia. Il est également connu pour avoir fortement inspiré le personnage de Vito Corleone, le Don de la famille Corleone dans la trilogie Le Parrain.

## Jeunes années
Costello est né à Lauropoli, en Calabre, en Italie, en 1891. En 1895, sa mère l'emmène avec son frère Edoardo aux États-Unis, rejoindre leur père. Celui-ci avait ouvert une petite épicerie à Harlem depuis plusieurs années. Alors que Costello n'était encore qu'un jeune garçon, son frère lui fit connaître les gangs. À 13 ans, Francesco Castaglia faisait partie d'un gang de rue sous le nom de Frank Costello, son nom anglicisé. Costello continua de commettre de petits crimes, et alla en prison pour vol en 1908, 1912 et 1917. En 1918, Costello épousa Lauretta Giegerman, une fille juive, sœur d'un ami proche. Cette même année, Costello passa dix mois en prison pour port d'arme illégal. Après sa sortie de prison, Costello décida de se servir de son intelligence et de ne plus utiliser la violence pour s'enrichir en tant que criminel. Costello déclara plus tard qu'il n'avait plus jamais porté un pistolet.

## Rencontre et alliance avec Lucky Luciano
C'est en 1918 que Costello rencontra Salvatore Lucania plus connu sous le nom de Lucky Luciano. Associés à des amis tels Tommy Lucchese, Vito Genovese, Meyer Lansky ou encore Bugsy Siegel, ils s'impliquent dans l'extorsion, le vol, le jeu et les narcotiques. C'est durant la Prohibition qu'ils gagneront le plus d'argent sous l'aile de leur maître : Arnold Rothstein. Leurs succès les mènent à entrer en affaires avec des gangsters juifs comme Dutch Schultz et irlandais comme Enoch "Nucky" Johnson. Rothstein devint un véritable mentor pour Siegel, Costello, Luciano et Lansky. En 1922, Lucky Luciano, Frank Costello et Vito Genovese rejoignent la famille du puissant parrain sicilien : Joe Masseria. Malgré les guerres des gangs, Costello garda de très bonnes relations avec ses amis et associés Lucky Luciano, Meyer Lansky et Bugsy Siegel.
Il participa en 1929 au sommet d'Atlantic City.

## Guerre des Castellammarese
Costello, Lucky Luciano, Vito Genovese, Albert Anastasia, Joe Adonis, Tommy Lucchese, Meyer Lansky et Bugsy Siegel ont décidé de finir la guerre des Castellammarese et de former un nouveau syndicat du crime. Le 15 avril 1931, Joe Masseria est invité par Lucky Luciano dans un restaurant de Coney Island, où il est assassiné par Albert Anastasia, Vito Genovese, Joe Adonis et Bugsy Siegel après que Luciano a prétexté aller aux toilettes. Salvatore Maranzano s'autoproclame donc capo di tutti capi... jusqu'au 10 septembre 1931, quand il est tué à son tour sur ordre de Lucky Luciano par des hommes de Bugsy Siegel.

## Années commeConsigliere
Fin 1931, après les assassinats successifs de Joe Masseria et Salvatore Maranzano, Lucky Luciano devient le capo di tutti capi et parrain de la Famille Luciano, avec Vito Genovese comme underboss et Frank Costello comme consigliere. Costello devient rapidement l'un des membres les plus rentables de la Famille. Costello gérait principalement les opérations de machine à sous et en plaça approximativement 25 000 dans les bars, restaurants, cafés, drugstores, stations service et arrêts d'autobus à New York. Frank Costello acquit également rapidement (à l'instar d'Arnold Rothstein, dont il était un « disciple ») une solide réputation de conseiller, formant un lien entre l'underworld et les autorités (officiers de police, juges et politiciens, en particulier ceux de Tammany Hall, l'organisation du Parti Démocrate à New York). Homme des contacts utiles, il fut ainsi l'une des personnalités les plus influentes du crime organisé américain et devint membre permanent de la Commission (grand conseil de la mafia américaine).
Après l'élection au poste de maire de New York, en 1933, du républicain (mais partisan du New Deal du président démocrate Franklin Delano Roosevelt) Fiorello La Guardia, il fut cependant chassé de la ville et se réfugia à La Nouvelle-Orléans, où le populiste Huey Long l'avait invité à partager les revenus des salles de jeux clandestins.

## Le règne prospère du Parrain
Lorsque Lucky Luciano fut incarcéré à Dannemora en 1936, l'acting boss aurait dû être Vito Genovese qui était à l'époque l'underboss de la Famille Luciano, mais celui-ci ayant dû quitter les États-Unis pour échapper à une inculpation pour meurtre, c'est Costello qui devint l'acting boss (parrain exécutif) de sa famille (environ 500 soldats). Son règne est considéré comme la période la plus pacifique et la plus prospère pour la mafia new-yorkaise. Les divers rackets de la famille s'étendaient jusqu'à Los Angeles (avec Bugsy Siegel) et en Floride (avec Meyer Lansky) et son entreprise de bookmaking (paris), gérée par Frank Erikson, couvrait tout le territoire national. Costello étendit les activités de la famille aux casinos de Cuba et Las Vegas et investit dans l'immobilier à Wall Street. Pour consolider son pouvoir, il pouvait compter sur l'alliance de Willie Moretti, caïd du New Jersey, qui fut assassiné en 1951.
Une grande partie des institutions politiques et judiciaires de New York tombent sous la coupe du chef mafieux Frank Costello. L’appartement de celui-ci devient le lieu de rencontre des plus éminents magistrats et hommes politiques de la ville, parmi lesquels William O'Dwyer, qui devient maire de New York en 1945. Frank Costello distribue des pots-de-vin en fonction des hiérarchies : de 2 dollars pour un policier de base effectuant une ronde à 6 500 dollars pour un inspecteur chef. En 1949, le président du conseil d’arrondissement de Manhattan reconnaissait que si Costello le convoquait, il se rendrait aussitôt à la convocation.
Après la Seconde Guerre mondiale, Lucky Luciano fut libéré de prison pour effort de guerre mais déporté en Italie, ce qui fit donc de Frank Costello le Parrain officiel (toujours en relation avec Luciano en Italie) de la Famille Luciano.

## La cible de la commission Kefauver
Costello dut aller voir un psychiatre car il souffrait de dépression et d'attaques de panique durant les années 1950. Ce dernier lui conseilla de s'éloigner de ses anciens associés, tels que Vito Genovese, et de passer plus de temps avec des politiciens qu'avec des criminels.
Mais c'est justement à cette époque qu'Estes Kefauver, sénateur du Tennessee, décida avec sa commission d'enquêter sur le rôle du crime organisé aux États-Unis. Costello fut amené à comparaître à de nombreuses reprises. Il accepta de témoigner en public et de ne pas se réfugier derrière le Ve amendement, comme l'avaient fait auparavant tous les gangsters qui n'avaient pas accepté de témoigner. Le Comité Spécial et les télévisions présentes se mirent d'accord pour ne pas filmer le visage de Costello, seulement ses mains. Durant son audition, Costello refusa nerveusement de répondre à certaines questions et en éluda d'autres. Quand le Comité demanda : « Qu'est-ce que vous faites pour votre pays, M. Costello ? », Costello répondit : « Je paie mes impôts. ». Puis Costello sortit de l'audition. Placé sous les feux des projecteurs des télévisions, il devint le mafieux le plus célèbre de son époque.[réf. nécessaire]
Mais fidèle à l'omerta (loi du silence de la mafia), il invoquera pour ce faire le Ve amendement de la Constitution des États-Unis durant les convocations suivantes au tribunal, et sera pour cela jugé coupable d'outrage devant le sénat en 1953 et passera 14 mois en prison. En 1954 et 1956, il fut condamné pour évasion fiscale mais parvint à faire annuler ces peines.

## L'ambition de Genovese
Entre-temps, Vito Genovese, underboss (commandant en second) de la famille, souhaitait ardemment prendre la place de Costello. Pour éviter une condamnation pour meurtre, il s'était exilé en Italie entre 1937 et 1946. À son retour, il constata avec aigreur que le pouvoir de Costello, ainsi que son alliance avec le puissant Albert Anastasia, s'étaient accrus pendant son absence. Le rapport de force étant défavorable à Genovese, il décida d'attendre un moment plus favorable plutôt que de déclencher une guerre des gangs. En mai 1957, un tueur à la solde de Genovese, Vincent Gigante qui sera plus tard le parrain de la Famille Genovese, tenta d'assassiner Costello dans un immeuble à New-York. Gigante aurait, tout en pointant son arme, alerté Costello en criant : « Frank, c'est pour toi ! ». Celui-ci s'en sortit avec une blessure au crâne.

## Retraite
Après cet attentat, Costello décida de se retirer en laissant sa place à Genovese en échange de ses machines à sous. Il fut rétrogradé au rang de soldat, mais les autres membres continuèrent à le respecter comme l'un des plus grands parrains de Cosa nostra. Il se vengea plus tard en participant avec Luciano et Lansky à la transaction d'héroïne piégée qui envoya Genovese en prison. Pendant sa retraite, Frank Costello fut connu comme le « Premier ministre de l'Underworld » et conserva jusqu'à sa mort puissance et influence au sein des Cinq Familles de New York. Certains parrains des Cinq Familles, tels que ses vieux associés et amis Carlo Gambino et Tommy Lucchese, lui rendaient ainsi régulièrement visite à son appartement au Waldorf Astoria, afin d'obtenir son avis sur des affaires importantes de la Mafia. Son vieil ami Meyer Lansky resta également en contact. 

### Décès
Frank Costello meurt le 18 février 1973 à l'âge de 82 ans, il fut l'un des parrains les plus intelligents et respectés de l'histoire de cosa nostra.[réf. nécessaire]

## Culture populaire
- En 1999, le film Mafia Blues de Harold Ramis met en scène un mafioso important atteint de crises d'angoisses comme Frank Costello.
- En 2006, Martin Scorsese reprend son nom pour le personnage incarné par Jack Nicholson dans son film Les Infiltrés. Par contre, son personnage est véritablement inspiré par James J. Bulger.
- Frank Costello faisait des crises d'angoisse, tout comme Tony Soprano dans la série télévisée Les Soprano.
- Dans le film Les Indomptés, le rôle de Frank Costello est tenu par Costas Mandylor.
- En 1991, Carmine Caridi tient le rôle du truand dans Bugsy de Barry Levinson
- Dans le film Sept Psychopathes, un des personnages porte le nom de famille de Costello en clin d’œil au gangster
- En 2020, dans la série Godfather of Harlem, Paul Sorvino incarne Frank Costello, ami de Bumpy Johnson, le héros de la série.
- Robert De Niro l'incarne dans le film The Alto Knights de Barry Levinson sorti en 2025.